# William Contreras
William Jesús Contreras (Puerto Cabello, Valencia - 24 de diciembre de 1997) es un receptor de béisbol profesional venezolano de los Cerveceros de Milwaukee de las Grandes Ligas de Béisbol. Anteriormente jugó en la MLB para los Bravos de Atlanta .
Contreras firmó con la organización de los Bravos en 2015 e hizo su debut en las Grandes Ligas el Día Inaugural de 2020. Fue miembro de los campeones de la Serie Mundial de 2021 y fue nombrado All-Star en 2022. Los Bravos cambiaron a Contreras a los Cerveceros después de la temporada 2022, donde recibió el premio Silver Slugger en 2023 y fue nombrado para su segundo Juego de Estrellas en 2024.

## Carrera

### Bravos de Atlanta
Contreras firmó con los Bravos de Atlanta como agente libre internacional en febrero de 2015  Hizo su debut profesional con los DSL Braves en 2015, bateando .314/.370/.413/.783 con 32 carreras impulsadas. Jugó para los Bravos de la GCL en 2016 y bateó .264/.346/.375/.721 con un jonrón y ocho carreras remolcadas. 

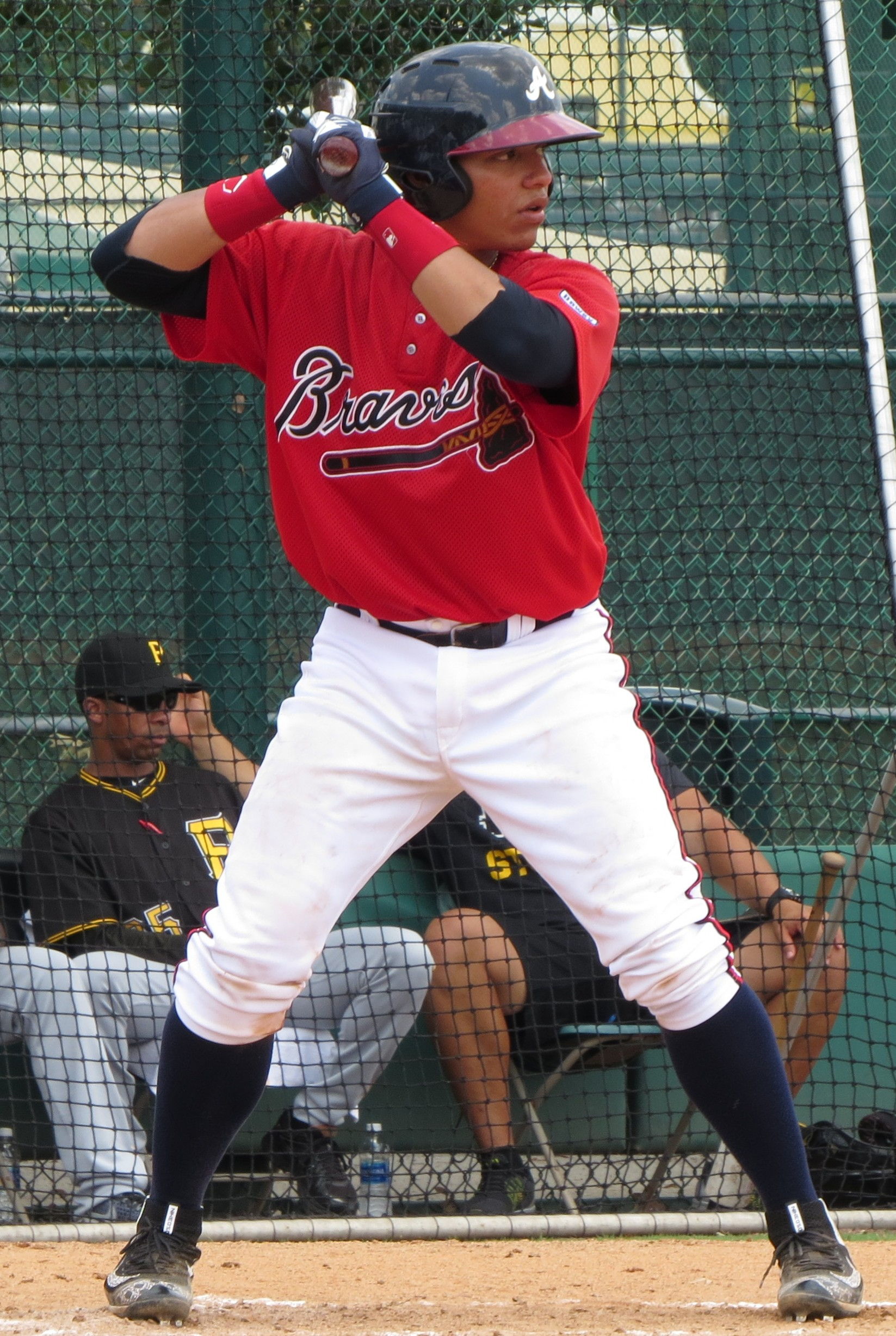
Contreras con los Bravos de la Liga de la Costa del Golfo en 2016

También fue parte de los Bravos de Danville en 2017, bateando .290/.379/.432/.811 con 4 jonrones y 25 carreras impulsadas. Dividió la temporada 2018 entre los Rome Braves y los Florida Fire Frogs, con los cuales bateó un promedio combinado de .285/.347/.436/.783 con 11 jonrones y 49 carreras impulsadas.También dividió la temporada 2019 entre Florida y los Bravos de Mississippi, alcanzando un promedio combinado de .255/.315/.354/.669 con 6 cuadrangulares y 39 carreras empujadas.  
Los Bravos agregaron a Contreras a su roster de 40, después de la temporada 2019 para protegerlo de ser elegible en el draft de la Regla 5 .  Fue invitado al entrenamiento primaveral de 2020,  así como al campamento de verano, que se realizó antes del día inaugural de la temporada corta de 2020.  Contreras fue activado el 24 de julio de 2020, e hizo su debut en las Grandes Ligas ese día como receptor suplente. Logró su primer hit y su primera impulsada como bateador emergente al día siguiente, mientras se enfrentaba a Hunter Strickland. En 2020 acertó cuatro de diez con un doble y una impulsada. 
El 5 de mayo de 2021, Contreras conectó el primer jonrón de su carrera contra el lanzador de los Washington Nationals, Erick Fedde. Dividió el 2021 entre Gwinnett y Atlanta. Mientras estuvo en las mayores, bateó .215/.303/.399 con ocho jonrones y 23 producidas.  Los Bravos terminaron con un récord de 88-73, consiguiendo el Este de la Liga Nacional y finalmente ganaron la Serie Mundial de 2021, dándoles a los Bravos su primer título desde 1995 
Contreras entró en la lista del Día Inaugural de 2022 de los Bravos de Atlanta como receptor suplente,y nuevamente dividió el año entre Atlanta y Gwinnett, donde se esperaba que mejorara sus habilidades como receptor. Fue incluido en el Juego de Estrellas de las Grandes Ligas de Béisbol de 2022 como reemplazo por lesión del bateador designado Bryce Harper . William y su hermano Willson se convirtieron en la decimoquinta pareja de hermanos seleccionados para un Juego de Estrellas. 

### Cerveceros de Milwaukee
El 12 de diciembre de 2022, los Bravos enviaron a Contreras a los Cerveceros de Milwaukee en un intercambio de tres equipos en el que los Bravos adquirieron a Sean Murphy, los Cerveceros también adquirieron a Joel Payamps y Justin Yeager, y los Atléticos de Oakland adquirieron a Esteury Ruiz, Kyle Muller, Freddy. Tarnok, Manny Piña y Royber Salinas.

## En Venezuela
En la Liga Venezolana de Béisbol Profesional, forma parte de los Cardenales de Lara, con quienes ha participado en la temporada 2021 y dejó cifras de .215 de promedio al bate con 14 imparables, 9 anotadas y 13 impulsadas. 

## Vida personal
William Contreras es el hijo menor de William y Olga Contreras.  Su hermano mayor, Willson, también es receptor y juega para los St. Louis Cardinals. 
- Datos: Q97672385
- Multimedia: William Contreras / Q97672385